# Valentine, Nebraska
Valentine är administrativ huvudort i Cherry County i delstaten Nebraska. Orten har fått sitt namn efter politikern Edward K. Valentine. Enligt 2010 års folkräkning hade Valentine 2 737 invånare.